# Yvan Craipeau
Yvan Craipeau, född 24 september 1911 i La Roche-sur-Yon i Vendée, död 13 december 2001 i Paris, var en fransk militant trotskist.

## Biografi
I unga år anslöt sig Craipeau till gruppen kring tidningen La Vérité. År 1930 grundade man Ligue communiste révolutionnaire.